# Патлаевка
Патлаевка (укр. Патлаївка) — село, Полтавский район,
Полтавская область,
Украина.
Козацкое поселение (хутор села Яковцы), возникло в середине  XVII столетия.
 В 1690-х передано гетманом Мазепой, как и соседнее село Яковцы, полковнику Павлу Герцику.
В 1700 – 1709 гг. принадлежало его сыну Григорию Герцику – соратнику И. Мазепы и П. Орлика.
 В 1715 г. предоставлена гетманом Скоропадским полтавскому священнику Ивану Свитайлу.
 Село (слободка) Патлаевка Первой Полтавской полковой сотни (1732, 1750)
 Деревня Патлаевка Полтавской сотни полковой, 13 дворов (1766)
 Деревня казенная, 224 жителя (1784–1797).
 Деревня Тахтауловской волости (1900).
 Село Яковцовского сельсовета. 129 усадеб, 565 жителей (1926).
 До 07.2020 г. – село Кротенковского сельсовета Полтавского района. Население 132 жит. (2001).
 С 07.2020 – село Семьяновского старостинского округа Полтавской городской общины Полтавского района.
Код КОАТУУ — 5324082405. .

## Географическое положение
Село Патлаевка находится на правом крутом склоне и в пойме долины реки Ворскла,
выше по течению примыкает село Семьяновка,
ниже по течению примыкает город Полтава.
Река в этом месте извилистая, образует протоки, озера-старицы, ее окружают  заболоченные луга-левады.
Рядом проходит автомобильная дорога Н-12.
К селу примыкают большие массивы садовых участков.